# Машковський Степан Пилипович
Степан Пилипович Машковський (10 грудня 1914 , Темрюк, Темрюцька волость, Маріупольський повіт, Катеринославська губернія, Російська імперія  — 18 березня 1958 , Жуковський, Московська область ) — радянський військовий льотчик-випробувач 1-го класу, Герой Радянського Союзу (1941), в роки німецько-радянської війни командир авіаескадрильї 184-го винищувального авіаційного полку (Брянський фронт).

## Біографія
Народився 14 (27) листопада 1914 року в селі Темрюк (нині — село Темрюк Нікольського району Донецької області, Україна). Українець. У 1932 році закінчив два курси сільгосптехнікуму в місті Приморськ (Запорізька область, Україна). У 1932—1935 роках працював десятником шахти № 30 в Донбасі.
В армії з 1936 року. У 1937 році закінчив Харківську військову авіаційну школу льотчиків. Служив у Ленінградському військовому окрузі на посадах командира ланки, штурмана авіаескадрильї.
У липні-вересні 1939 року на посаді ад'ютанта авіаескадрильї 56-го винищувального авіаційного полку брав участь у боях на річці Халхин-Гол. Здійснив 120 бойових вильотів на винищувачі І-16, особисто збив 3 літаки противника і один у групі. Був нагороджений орденом Червоного Прапора.
Після Халхин-Голу продовжував службу на посаді командира авіаескадрильї в Забайкальському військовому окрузі.
Учасник радянсько-німецької війни з липня 1941 на посаді командира авіаескадрильї 184-го винищувального авіаційного полку. Воював на Західному, Центральному та Брянському фронтах. За перший місяць боїв виконав 64 бойових вильотів, збив особисто 2 та у групі 4 літаки противника. 1 серпня 1941 року здійснив повітряний таран, після якого благополучно посадив свій І-16 на аеродром.
За мужність і героїзм, проявлені в боях, Указом Президії Верховної Ради СРСР від 11 вересня 1941 року старшому лейтенанту Машковському Степану Пилиповичу присвоєно звання Героя Радянського Союзу з врученням ордена Леніна і медалі «Золота Зірка» (№ 544).
Незабаром після цього С. П. Машковский був призначений помічником командира 32-го винищувального авіаційного полку (43-тя винищувальна авіадивізія, Західний фронт). У грудні 1941 року був важко поранений і до жовтня 1942 року знаходився в госпіталі. Після лікування призначений командиром авіаескадрильї 180-го (з листопада 1942 року — 30-го гвардійського) винищувального авіаційного полку (1-ша повітряна армія, Західний фронт), у складі якого воював до березня 1943 року.
Всього за роки війни здійснив 280 бойових вильотів на винищувачі І-16, «Харрікейн» і Р-39 «Аерокобра», провів 72 повітряних боїв, в яких збив особисто 14 і в групі 17 літаків противника.
З березня 1943 року — на льотно-випробувальній роботіи в льотно-дослідному інституті. Підняв у небо і провів випробування винищувачів Ла-156 (у 1947 році), Ла-150Ф (у 1947—1948 роках), Ла-200 (у 1949—1950 роках).
10 квітня 1947 року вперше в країні на літаку Ла-156 виконав зліт і політ з включенням форсажу. Провів:
- випробування літаків: Р-47 «Тандерболт» (1944), Лі-2 з моторами АШ-82ФН (1944—1945), Ту-4 (1948);
- випробування: двигунів: ТБ-2 (на Ту-4ЛЛ, 1951) , АЛ-7Ф (на Ту-4ЛЛ, 1955), АМ-3М (на Ту-16, 1955).

Брав участь у випробуваннях Пе-2И, МіГ-8 «Качка», Ла-152, Ла-160, Ла-174ТК, Ту-16, у випробуваннях по заправці винищувача МіГ-19 від Ту-16.
У 1947—1949 роках з літаків Пе-2 та МіГ-9УТІ, пілотованих С. Ф. Машковським, були виконані перші в країні катапультування (парашутист-випробувач Г. А. Кондрашов).
У 1954 році закінчив курси при Школі льотчиків-випробувачів, з 1952 року навчався в Московському авіаційному інституті.
Загинув 18 березня 1958 у випробувальному польоті на стратегічному бомбардувальнику М-4.
Жив у місті Жуковський Московської області. Похований на Новодівичому кладовищі в Москві.

## Нагороди, пам'ять

Погруддя у Володарському

Льотчик-випробувач 1-го класу (1948). Нагороджений двома орденами Леніна (1941, 1949), орденом Червоного Прапора (1939), двома орденами Вітчизняної війни 1-го ступеня (1945, 1947), орденом Трудового Червоного Прапора (1949), трьома орденами Червоної Зірки (1948, 1949, 1951), медалями.
У селі Старченкове і у смт Нікольському, на алеї перед краєзнавчим музеєм, споруджено бюсти Героя. У Жуковському на будинку, в якому жив С. П. Машковский, встановлено меморіальну дошку.